# Bugulopsis peachii
Bugulopsis peachii är en mossdjursart som först beskrevs av Busk 1851.  Bugulopsis peachii ingår i släktet Bugulopsis och familjen Bugulidae. Utöver nominatformen finns också underarten B. p. beringia.